# Église Notre-Dame-des-Anges de Tourcoing
Pour les articles homonymes, voir Église Notre-Dame-des-Anges.
L’église Notre-Dame-des-Anges est une église située à Tourcoing datant de 1850.

## Histoire
L'église, large de 33 mètres et longue de 64, a été réalisée de 1845 à 1849 par les architectes de la ville Achille Dewarlez et Charles Maillard sur un terrain appartenant à Angélique Destombes-Masurel (1799-1855), appartenant à une grande famille d'industriels du textile. Cette personne est à l'origine de la construction à la même époque, sur un autre terrain lui appartenant, situé à proximité, de la chapelle Notre-Dame-des-Victoires. Elle fut consacrée par monseigneur Giraud assisté de l'évêque de Gand le 3 mai 1849. La chapelle a d'abord appartenu à des particuliers avant qu'il en soit fait don au diocèse. 

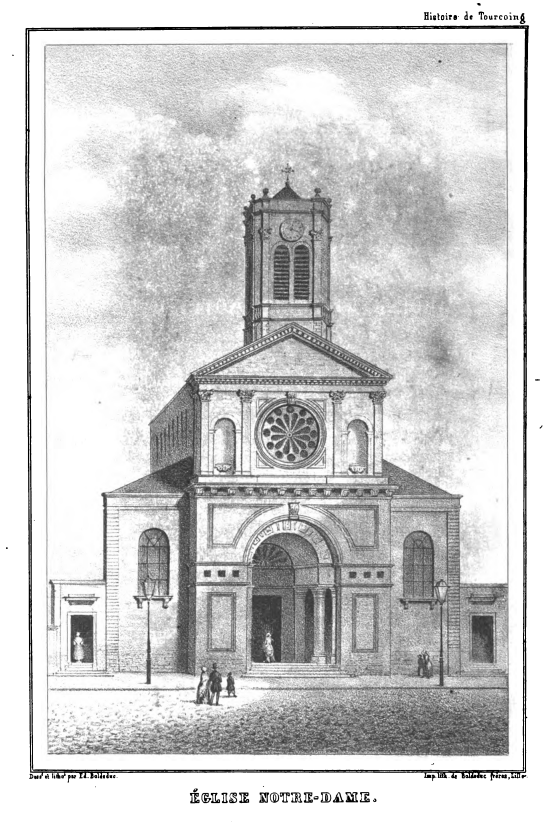
Gravure parue dans l'Histoire de Tourcoing (1855) par Charles Roussel-Defontaine.

Elle est inscrite à l'inventaire des monuments historiques depuis 1981.
En juillet 2020, l'église est en pleine rénovation.

## Description
La façade construite en pierre calcaire pour l'essentiel, en grès pour le soubassement, est fortement imprégnée du style néoclassique, alors déclinant, cependant des éléments viennent rompre l'unité stylistique de l'édifice en y adjoignant des influences renaissantes (ce qui était assez courant vers la fin de la première moitié du XIXe siècle). La composition est très classique : trois travées correspondant aux trois vaisseaux, c'est-à-dire une façade-clocher coïncidant avec la nef et des façades latérales concordant avec les bas-côtés.
Le clocher-porche vient surplomber l'avant-corps de la façade, le clocher en lui-même, de plan carré se positionnant en retrait afin de marquer la différenciation. Cet avant corps se divise en deux niveaux, le premier est percé d'une large arcade présentant un renfoncement correspondant à la frise de l'entablement dorique marquant les points d'appui de l'arc et courant le long de la façade. Cet entablement présente la particularité d'avoir des métopes et triglyphes nus (deux des métopes étant percé d'une ouverture) ainsi qu'une corniche amoindrie formant un bandeau. C'est en retrait de la rue, au sein de l'espace libéré par l'arcade, abritée par une voûte en berceau soutenue par deux colonnes doriques, qu'est placée l'entrée. Un entablement assorti d'une lourde corniche comportant des modillons vient indiquer la séparation entre le premier et le deuxième niveau. Ce dernier s'assimile à une sorte de portique tétrastyle aveugle, puisqu'il est rythmé par des colonnes engagées d'ordre ionique soutenant un entablement et un fronton. L'espace central est occupé par une rosace (qui n'est qu'un oculus aux simili-remplages en bois) tandis que les espaces latéraux entre les colonnes comportent des niches abritant chacune une statue reposant sur une sorte de cul-de-lampe aux sculptures très fouillées. Le clocher en lui-même laisse à sa base apparaitre la brique, mais la pierre redevient l'unique matériau pour les parties hautes. L'architecture se libère quelque peu du carcan néoclassique et perd en austérité, les influences ne sont pas nettes mais le style de la Renaissance prend le pas sur le modèle antique. Le clocher se divise en une partie basse dont les quatre façades sont percées d'ouvertures géminées en plein cintre (lancettes romanisées) et se terminent par une corniche très moulurée. À partir de là débute la flèche polygonale en maçonnerie, construite par Charles Maillard en 1859 (ce dernier succédant à Achille Dewarlez en 1850), percée d'ouvertures cintrée dont la taille va en diminuant. Les premières, occupant la jonction entre le clocher et la flèche en elle-même, reposent sur une paire de colonnes accouplées d'ordre corinthien. Les autres percées présentent beaucoup moins de sophistication.
Les façades latérales sont traitées beaucoup plus simplement, ne s'élevant qu'au premier niveau et n'étant percées que d'une baie cintrée comportant une tablette d'appui reposant sur deux consoles disposées sur l'allège. A l'extrémité de chaque façade, un pilastre à refends semble soutenir un entablement dont l'architrave est réduite à un cavet droit et à un filet, la corniche est également atrophiée.
L'intérieur, décoré entre 1857 et 1875 sous la direction de Charles Maillard, est intégralement de style néo-Renaissance. La nef est couverte d'une fausse voûte sur croisée d'ogives à clefs pendantes, et l'on y retrouve sur les côtés la composition traditionnelle : arcades surmontées d'un triforium (ici des arcatures aveugles servant de niche à des statues) puis de fenêtres hautes. Sauf que le vocabulaire de la Renaissance remplace le style gothique. Aussi les arcades comprennent des arcs en plein cintre retombant sur des piliers traités comme des colonnes parallélépipédiques, chacun d'entre eux est surmonté d'un pilastre d'ordre corinthien semblant soutenir un entablement courant sur toute la longueur de l'élévation, ils supportent également les sommiers des arcs de la voûte d'ogive. Sous l'entablement, le triforium se compose d'arcatures dont chaque sommier d'arc (en plein cintre) repose sur une colonnette corinthienne, ces arcatures abritent dans des niches 70 statues en chêne polychrome. Au même niveau, une niche plus décorée et faisant saillie surplombe la clef de chaque arc. Enfin, les fenêtres hautes cintrées sont de taille modeste (du fait de la technique employée). Dans les collatéraux, des pilastres d'ordre dorique soutiennent les sommiers d'arcs composant une petite voûte d'ogive. Entre les pilastres sont percées des baies cintrées coiffées d'un médaillon.

## Mobilier
Charles Buisine-Rigot a sculpté le buffet d'orgue, les confessionnaux et les cadres des stations dont les toiles sont dues à Bruno Chérier.
Le retable du maitre-autel (1857) et la chaire (1863) sont les œuvres de Jean-François Abeloos. Les stalles (1873), la porte de la sacristie (1879), le banc de communion (1875), les statues des confessionnaux sont de Jan Frans Vermeylen (1824-1888),.